# Le Voyage d'Anna Blume
Le Voyage d'Anna Blume (titre original In the Country of Last Things) est un roman de Paul Auster paru en 1987.

## Résumé
Anna Blume raconte dans une longue lettre adressée à un ami d'enfance l’histoire de sa vie dans le pays où elle est arrivée quelques années auparavant pour rechercher son frère, disparu dans des conditions mystérieuses.
Elle va petit à petit s'initier aux lois et aux coutumes de ce « pays des choses dernières », où la survie est un défi quotidien.